# 山下昌子
山下 昌子（やました まさこ、1962年8月24日 - 2004年3月24日）は日本の通訳者、翻訳者。元社団法人パーソナルコンピュータユーザ利用技術協会国際委員。

## 人物
1962年、高知県に生まれ、東京都で育つ。
大学時代より短波放送にて「ラジオかりふぉるにあ」(毎週火曜日、22:00 - 23:00)のパーソナリティを担当し、多くの海外有名人をインタビューする。大学卒業後は商社に勤務し、その後、パリ第4大学に留学。帰国後、通訳業、翻訳業、CM制作に携わりながら、跡見学園女子大学、立教大学、大東文化大学、駿河台大学、日本体育大学、立正大学等に非常勤として勤める。
英語、フランス語、イタリア語に堪能。また、多くの海外取材などから海外での比較情報教育に詳しい。
早稲田大学大学院に通学中体調を崩し、2004年3月24日午前0時11分、東京大学医学部附属病院にて永眠。

## 略歴
- 1969年 - 高知大学教育学部附属小学校入学。
- 1975年 - 港区立麻布小学校卒業。
- 1978年 - 港区立三河台中学校（現在の港区立六本木中学校）卒業。
- 1981年 - 吉祥女子高等学校卒業。
- 1985年 - 獨協大学外国語学部フランス語学科卒業。
- 1992年 - パリ第4大学文明学部修了。

## 著書

### 共著
- 『基礎から学ぶパソコンリテラシー』(ヴェリタス書房) ISBN 4901180150 2001年

### 翻訳
- ラリー・ワイルド、スティーブ・ウォズニアック『コンピュータジョーク集』(海文堂出版) ISBN 4303717606 1990年